# مجید انتظامی
مجید انتظامی (زادهٔ ۱۸ اسفند ۱۳۲۶ در تهران) موسیقی‌دان، آهنگساز، نوازنده ابوا و مدرس موسیقی اهل ایران است.
او از دههٔ ۱۳۵۰ برای بیش از ۸۰ اثر سینمایی موسیقی متن نوشته است و با دریافت ۵ سیمرغ بلورین برای فیلم‌های بای سیکل ران، روز واقعه، آژانس شیشه‌ای، دیوانه‌ای از قفس پرید و مجنون، برندهٔ بیشترین سیمرغ بلورین در بخش بهترین موسیقی متن جشنواره فیلم فجر می‌باشد. انتظامی از برگزیدگان هشتمین همایش چهره‌های ماندگار در سال ۱۳۸۹ است و در سال ۱۳۹۳ به عنوان جهادگر عرصهٔ فرهنگ و هنر نشان افتخار دریافت کرده است. او فرزند عزت‌الله انتظامی بازیگر سینمای ایران است.

## زندگی و حرفه
او از دوره تحصیلات ابتدائی شروع به فراگیری موسیقی کرد و یکسال پس از گرفتن دیپلم هنرستان وارد ارکستر سمفونیک شد و زیر نظر آنتوان کاتلوس، ابوا آموخت. او سلفژ و تئوری موسیقی و هارمونی را نزد ثمین باغچه بان و مصطفی کمال پورتراب آموزش دید و نخستین نت موسیقی را به کمک پورتراب نوشت.

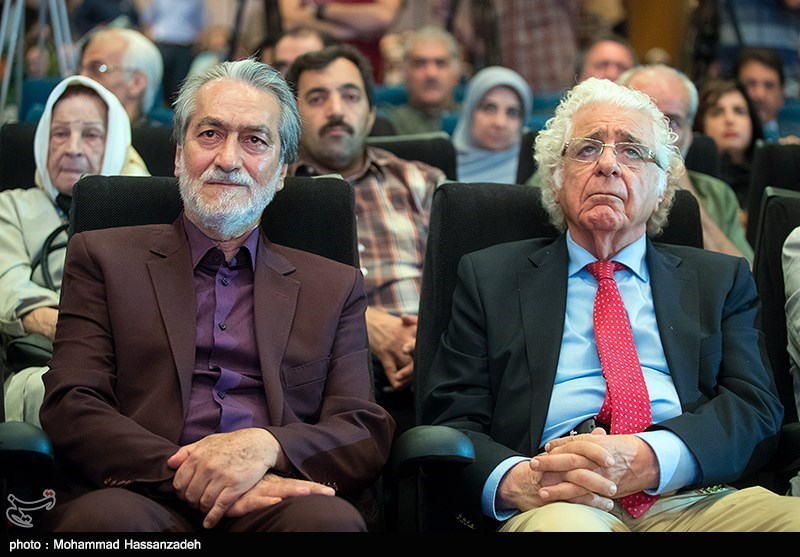
لوریس چکناواریان و مجید انتظامی در مراسم بزرگداشت مجید انتظامی در تالار سوره حوزه هنری (۲۴ مرداد ۱۳۹۶)

او سپس برای معالجه بیماری کلیه و ادامه تحصیل به آلمان سفر می‌کند و در آنجا به دانشگاه می‌رود. وی فارغ‌التحصیل کنسرواتوار برلین است. او در آلمان نزد اساتیدی چون «کارل اشتاین» تحصیل موسیقی را ادامه می‌دهد و با ارکسترهای زیادی همچون ارکستر سمفونیک برلین و ارکستر فیلارمونیک آلمان همکاری می‌کند. سال ۱۳۵۳ پس از بازگشت به ایران در ارکستر سمفونیک تهران استخدام شده و تدریس در دانشگاه تهران و هنرستان عالی موسیقی را از همین سال آغاز می‌کند و قطعاتی را نیز برای کانون پرورش فکری کودکان و نوجوانان می‌سازد.
اولین تجربه موسیقی تصویری اش با ساخت موسیقی فیلم کوتاه «زال و سیمرغ» در سال ۱۳۵۶ بود که بعدها قسمتهایی از آن به عنوان آهنگ جایگزین برای انیمیشنهای ژاپنی بچه‌های کوه آلپ و ماجراهای مارکو پولو استفاده شد. مجید انتظامی با ساخت موسیقی فیلم «سفر سنگ» به‌طور حرفه‌ای کار ساخت موسیقی فیلم را آغاز کرد.
او همچنین تاکنون بیش از ۸۰ موسیقی فیلم نوشته است و از پرکارترین آهنگسازان سینمای ایران به‌شمار می‌آید. از آثار دیگرش حدود ۱۰ موسیقی صحنه‌ای می‌باشد که در اجرای بعضی از آن‌ها به عنوان نوازنده حضور داشته است. او در دانشکدهٔ موسیقی دانشگاه هنر نیز به تدریس پرداخته است و داوری بیست و نهمین و چهلمین دوره جشنواره فیلم فجر را نیز عهده‌دار بوده است.
دی ۱۴۰۰، قطعهٔ شهادت و اقتدار با آهنگسازی مجید انتظامی، خوانندگی سالار عقیلی و با ارکستر صدا و سیما به رهبری محمدرضا عقیلی، به مناسبت دومین سالگرد کشته‌شدن قاسم سلیمانی در تالار وحدت، با حضور مسئولان از جمله محمدباقر قالیباف، غلامعلی حداد عادل، پیمان جبلی، محمد مهدی اسماعیلی و خانودهٔ قاسم سلیمانی اجرا شد.

### بیماری
وی در شامگاه ۱۲ تیر ۱۳۹۶ بر اثر خون‌ریزی معده در بیمارستان فرمانیه تهران بستری و در تاریخ ۲۱ تیر ۱۳۹۶ از بیمارستان مرخص شد.

### زندگی شخصی

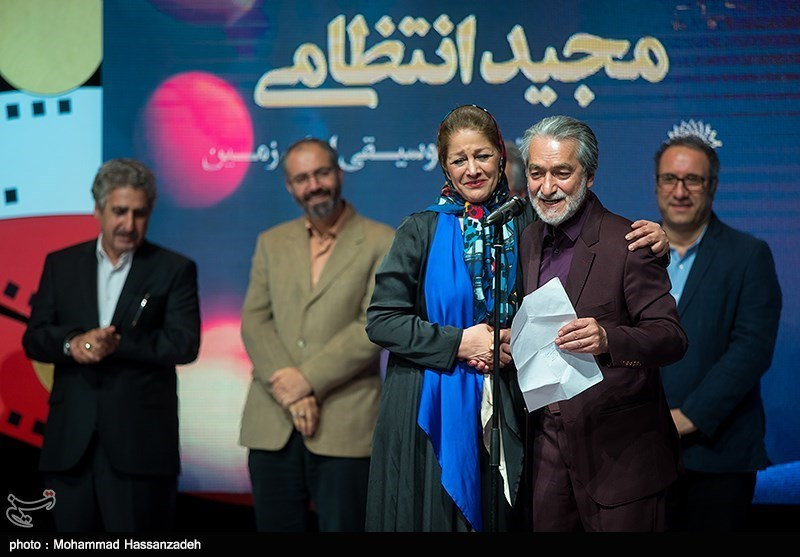
مجید انتظامی و آذرنوش صدر سالک در مراسم بزرگداشت مجید انتظامی

همسر وی آذرنوش صدر سالک نوازنده چنگ، پیانو و مدرس موسیقی می‌باشد.

### بزرگداشت
مراسم بزرگداشت مجید انتظامی، عصر روز سه شنبه ۲۴ مرداد ۱۳۹۶ با اجرای «رسالت بوذری» و با حضور هنرمندان در تالار سوره حوزه هنری تهران برگزار شد.

## جوایز و افتخارات

### جشنواره فیلم فجر
| سال  | نام فیلم             | رده                                             | نتیجه        |
| ---- | -------------------- | ----------------------------------------------- | ------------ |
| ۱۴۰۲ | مجنون                | سیمرغ بلورین بهترین موسیقی متن جشنواره فیلم فجر | برنده        |
| ۱۳۸۲ | دوئل                 | سیمرغ بلورین بهترین موسیقی متن جشنواره فیلم فجر | نامزدشده     |
| ۱۳۸۱ | دیوانه‌ای از قفس پرید | سیمرغ بلورین بهترین موسیقی متن جشنواره فیلم فجر | برنده        |
| ۱۳۷۸ | اعتراض               | سیمرغ بلورین بهترین موسیقی متن جشنواره فیلم فجر | نامزدشده     |
| ۱۳۷۶ | آژانس شیشه‌ای         | سیمرغ بلورین بهترین موسیقی متن جشنواره فیلم فجر | برنده        |
| ۱۳۷۴ | نون و گلدون          | سیمرغ بلورین بهترین موسیقی متن جشنواره فیلم فجر | نامزدشده     |
| ۱۳۷۳ | روز واقعه            | سیمرغ بلورین بهترین موسیقی متن جشنواره فیلم فجر | برنده        |
| ۱۳۷۳ | راه افتخار           | سیمرغ بلورین بهترین موسیقی متن جشنواره فیلم فجر | نامزدشده     |
| ۱۳۷۱ | راز خنجر             | سیمرغ بلورین بهترین موسیقی متن جشنواره فیلم فجر | دیپلم افتخار |
| ۱۳۷۱ | از کرخه تا راین      | سیمرغ بلورین بهترین موسیقی متن جشنواره فیلم فجر | دیپلم افتخار |
| ۱۳۶۷ | بایسیکل‌ران           | سیمرغ بلورین بهترین موسیقی متن جشنواره فیلم فجر | برنده        |
| ۱۳۶۶ | ترن                  | لوح زرین بهترین موسیقی متن                      | برنده        |

### جشن خانه سینما
| سال  | نام فیلم             | رده                               | نتیجه    |
| ---- | -------------------- | --------------------------------- | -------- |
| ۱۳۸۴ | دوئل                 | تندیس زرین بهترین موسیقی متن فیلم | نامزدشده |
| ۱۳۸۳ | عروس افغان           | تندیس زرین بهترین موسیقی متن فیلم | نامزدشده |
| ۱۳۸۲ | دیوانه‌ای از قفس پرید | تندیس زرین بهترین موسیقی متن فیلم | برنده    |
| ۱۳۸۱ | نورا                 | تندیس زرین بهترین موسیقی متن فیلم | برنده    |
| ۱۳۸۱ | من ترانه ۱۵ سال دارم | تندیس زرین بهترین موسیقی متن فیلم | نامزدشده |

## آثار

### موسیقی فیلم
- وی سازنده موسیقی برای فیلم‌های زیر بوده است:[۱۰]

| نام فیلم (سال تولید) | نام فیلم (سال تولید)             | نام فیلم (سال تولید)            |
| -------------------- | -------------------------------- | ------------------------------- |
| سفر سنگ (۱۳۵۶)       | دریا برای تو (۱۳۶۹)              | مرد آفتابی (۱۳۷۴)               |
| در محاصره (۱۳۶۰)     | چشم شیشه‌ای (۱۳۶۹)                | دشمن (۱۳۷۴)                     |
| آفتاب نشین‌ها (۱۳۶۰)  | در آرزوی ازدواج (۱۳۶۹)           | قله دنیا (۱۳۷۴)                 |
| خط قرمز (۱۳۶۰)       | راز کوکب (۱۳۶۹)                  | سرعت (۱۳۷۵)                     |
| پرونده (۱۳۶۲)        | اُ منفی (۱۳۶۹)                    | سیب (۱۳۷۶)                      |
| سناتور (۱۳۶۲)        | شب بیست و نهم (۱۳۶۹)             | آژانس شیشه‌ای (۱۳۷۶)             |
| سردار جنگل (۱۳۶۲)    | اوینار (۱۳۷۰)                    | سکوت (۱۳۷۷)                     |
| عقاب‌ها (۱۳۶۳)        | پوتین (۱۳۷۰)                     | عشق بدون مرز (۱۳۷۷)             |
| آشیانه مهر (۱۳۶۳)    | تبعیدی‌ها (۱۳۷۰)                  | اعتراض (۱۳۷۸)                   |
| گردباد (۱۳۶۴)        | ناصرالدین شاه آکتور سینما (۱۳۷۰) | مریم مقدس (۱۳۷۹)                |
| پلاک (۱۳۶۴)          | وصل نیکان (۱۳۷۰)                 | من ترانه ۱۵ سال دارم (۱۳۸۰)     |
| بای سیکل ران (۱۳۶۴)  | از کرخه تا راین (۱۳۷۱)           | نورا (۱۳۸۰)                     |
| تفنگ شکسته (۱۳۶۴)    | راز خنجر (۱۳۷۱)                  | نغمه (۱۳۸۱)                     |
| دزد و نویسنده (۱۳۶۵) | آذرخش (۱۳۷۱)                     | دیوانه‌ای از قفس پرید (۱۳۸۱)     |
| گذرگاه (۱۳۶۵)        | طعمه (۱۳۷۱)                      | دوئل (۱۳۸۲)                     |
| مأموریت (۱۳۶۵)       | سوءظن (۱۳۷۱)                     | عروس افغان (۱۳۸۲)               |
| دستفروش (۱۳۶۵)       | یک شب، یک غریبه (۱۳۷۱)           | جایی برای زندگی (۱۳۸۳)          |
| دبیرستان (۱۳۶۵)      | مرد ناتمام (۱۳۷۱)                | طبل بزرگ زیر پای چپ (۱۳۸۳)      |
| ترن (۱۳۶۶)           | زیر آسمان (۱۳۷۱)                 | زمهریر (۱۳۸۸)                   |
| هراس (۱۳۶۶)          | روز واقعه (۱۳۷۲)                 | و آسمان آبی (۱۳۸۹)              |
| کانی مانگا (۱۳۶۶)    | آخرین خون (۱۳۷۲)                 | پی ۲۲ (۱۳۹۳)                    |
| بحران (۱۳۶۶)         | ضربه آخر (۱۳۷۲)                  | کربلا، جغرافیای یک تاریخ (۱۳۹۴) |
| سیمرغ (۱۳۶۶)         | آرزوی بزرگ (۱۳۷۲)                | مجنون (۱۴۰۲)                    |
| زرد قناری (۱۳۶۷)     | بدل (۱۳۷۲)                       |                                 |
| گودال (۱۳۶۷)         | دل و دشنه (۱۳۷۳)                 |                                 |
| گنبد نور (۱۳۶۷)      | راه افتخار (۱۳۷۳)                |                                 |
| آخرین پرواز (۱۳۶۸)   | حمله به اچ۳ (۱۳۷۳)               |                                 |
| مدرسه رجایی (۱۳۶۸)   | نون و گلدون (۱۳۷۴)               |                                 |
| آتش پنهان (۱۳۶۹)     | بازمانده (۱۳۷۴)                  |                                 |
| ابلیس (۱۳۶۹)         | بوی پیراهن یوسف (۱۳۷۴)           |                                 |

### موسیقی مجموعه تلویزیونی
- موسیقی متن انیمیشن «زال و سیمرغ» (۱۳۵۶) در تیتراژ بچه‌های کوه آلپ استفاده شد.[۱۲]
- گرگها (۱۳۶۶)
- تنهاترین سردار (۱۳۷۵)
- مردان آنجلس (۱۳۷۶)
- محاکمه (۱۳۷۸)[۱۳]
- شیخ بهایی (۱۳۸۷)
- کلاه پهلوی (۱۳۹۲)

### سمفونی
- ایثار
- انقلاب اسلامی
- مقاومت
- خرمشهر
- این فصل را با من بخوان
- صلح
- کارون[۱۴]

### آلبوم موسیقی
- آلبوم موسیقی بی‌کلام «آرام‌تر از دریا».
- آلبوم موسیقی متن سریال «تنهاترین سردار» با صدای محمد اصفهانی.
- آلبوم موسیقی متن فیلم «آژانس شیشه‌ای».
- آلبوم موسیقی متن فیلم «بوی پیراهن یوسف».[۱۵]
- آلبوم موسیقی متن فیلم از «کرخه تا راین».[۱۶]
- آلبوم موسیقی متن فیلم «حمله به اچ ۳»[۱۷]
- آلبوم موسیقی متن فیلم «کربلا جغرافیای یک تاریخ»[۱۸]
- آلبوم موسیقی متن فیلم «زم هریر»[۱۹]
- آلبوم موسیقی متن سریال «محاکمه»[۱۹]
- آلبوم موسیقی متن سریال «شیخ بهایی»[۲۰]
- آلبوم موسیقی متن فیلم «آرزوی بزرگ»[۲۱]

## مستند اُبوایست
مستندی با عنوان اُبوایست که روایتگر زندگی حرفه ای و خانوادگی مجید انتظامی است، در سال ۱۳۹۶ تولید شده و از شبکه مستند سیما به نمایش درآمده است. واژه اُبوایست که به معنای نوازنده ساز «ابوا» (ساز تخصصی مجید انتظامی) است نیز بر همین اساس انتخاب شده است.

## نگارخانه

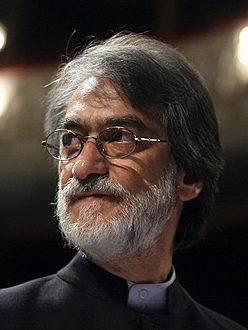